# Список кардиналов, возведённых папой римским Гонорием II

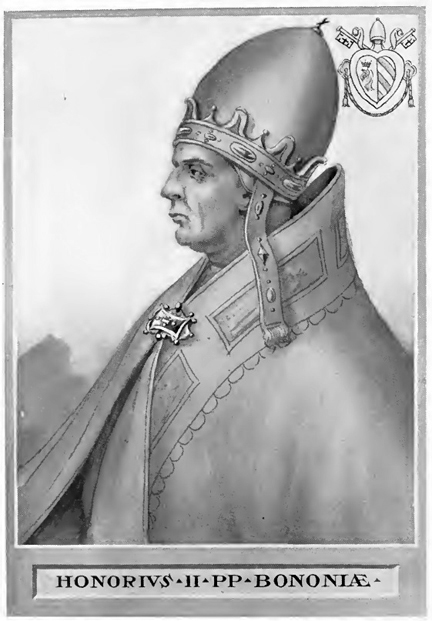
Папа Гонорий II

Кардиналы, возведённые Папой римским Гонорием II — 27 прелатов, клириков и мирян были возведены в сан кардинала на шести Консистории за шестилетний понтификат Гонория II.

## Консистория от 1124 года
- Гвидо (епископ Тиволи).

## Консистория от 1125 года
- Григорий (кардинал-священник церкви Санта-Бальбина);
- Уберто Ратта (кардинал-священник церкви Сан-Клементе);
- Альберико Томачелли (кардинал-священник церкви Санти-Джованни-э-Паоло);
- Родольфо дельи Эрманни делла Стаффа (кардинал-дьякон с титулярной диаконией Санта-Мария-ин-Аквиро);
- Стефан (кардинал-дьякон с титулярной диаконией Санта-Лючия-ин-Силиче);
- Уго Джеремеи (кардинал-дьякон с титулярной диаконией Сан-Теодоро);
- Косма (кардинал-дьякон с титулярной диаконией Санта-Мария-ин-Аквиро);
- Пьетро деи Гарсенди (кардинал-дьякон с титулярной диаконией Санта-Мария-ин-Виа-Лата).

## Консистория от 1126 года
- Матвей Альбанский, O.S.B.Clun. (кардинал-епископ Альбано);
- Джованни Камальдульский, O.S.B.Cam., генеральный аббат своего ордена (кардинал-епископ Остия);
- Сиджиццо Бьянкелли младший (кардинал-священник церкви Санти-Марчеллино-э-Пьетро);
- Григорий (кардинал-священник церкви Санта-Сабина);
- Матфей (кардинал-священник церкви Сан-Пьетро-ин-Винколи);
- Ансельм, регулярный каноник Сан-Пьетро-ин-Кэло-аурео (кардинал-священник церкви Сан-Лоренцо-ин-Лучина);
- Пётр (кардинал-священник церкви Сант-Анастазия);
- Джан Роберто Капицукки (кардинал-священник церкви Санта-Чечилия).

## Консистория от 1127 года
- Коррадо делла Субарра, Can. Reg. Lat. (кардинал-епископ Сабины);
- Бенноне де Коклити (титулярная церковь неизвестна);
- Гвидо дель Кастелло (кардинал-дьякон с титулярной диаконией Санта-Мария-ин-Виа-Лата);
- Пётр (кардинал-дьякон с титулярной диаконией Сант-Адриано).

## Консистория от 1128 года
- Йосельмо (кардинал-священник церкви Санта-Чечилия);
- Рустико (кардинал-священник церкви Сан-Чириако-алле-Терме-Диоклециане);
- Рустико де Рустичи (кардинал-дьякон с титулярной диаконией Сан-Джорджо-ин-Велабро).

## Консистория от 1129 года
- Эррико (кардинал-священник церкви Санта-Приска);
- Джерардо (кардинал-священник церкви Санти-Нерео-эд-Акиллео);
- Матфей (кардинал-дьякон с титулярной диаконией Сан-Теодоро).